# Joe Exotic

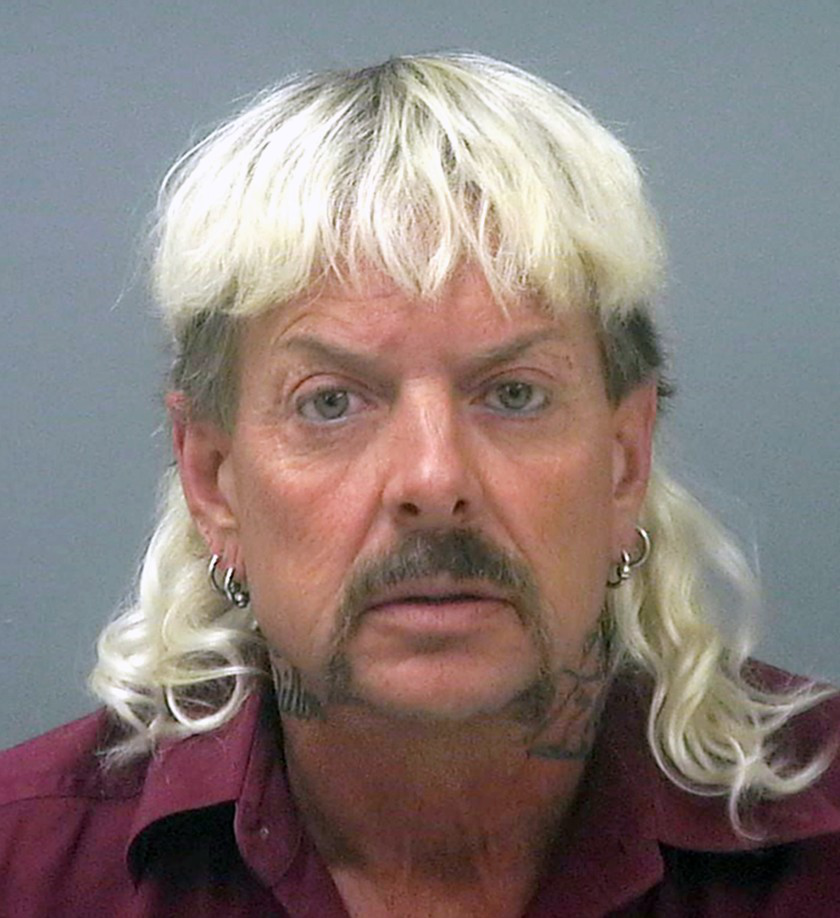
Joe Exotic im Santa Rose County Jail (2018)

Joseph Allen Maldonado-Passage (* 5. März 1963 in Garden City, Kansas; geboren unter dem Namen Schreibvogel), besser bekannt unter dem Pseudonym Joe Exotic, ist ein ehemaliger US-amerikanischer Betreiber eines Privatzoos und verurteilter Straftäter. Er erreichte internationale Bekanntheit durch die Netflix-Dokuserie Tiger King: Großkatzen und ihre Raubtiere. Er verbüßt seit 2019 eine Freiheitsstrafe von 22 Jahren wegen Erteilung eines Auftrages zum Mord an Carole Baskin und verschiedener Verstöße gegen Tierschutzgesetze.

## Leben

### Kindheit und Jugend
Joseph Allen Schreibvogel wurde in Garden City, Kansas geboren und wuchs auf einer Farm in Kansas als mittleres von fünf Kindern auf. Seine Eltern hatten deutsche Wurzeln. Der Nachname „Schreibvogel“ brachte ihm viele Probleme in der Schule ein. Als er fünf Jahre alt war, wurde er laut eigener Aussage mehrfach von einem älteren Jungen sexuell missbraucht.
Bereits in seiner Kindheit und Jugend fühlte er sich Tieren nahe. Auf der Farm versorgte die Familie Pferde, Kühe, Hühner, Katzen und Hunde. Die Kinder spielten außerdem mit Wildtieren wie „Antilopen“ (vermutlich Gabelböcke), Stachelschweinen (vermutlich Baumstachler) und Waschbären. In seiner Kindheit züchtete Maldonado-Passage Tauben, hielt aber auch Eichhörnchen und Waschbären. Er träumte davon, Tierarzt zu werden.

### Junges Erwachsenenalter
Nach der Highschool wurde er zunächst Polizist und überwachte den kleinen texanischen Ort Eastvale mit 503 Einwohnern. Obwohl Joe Exotic heute offen zu seiner Homosexualität steht, führte er zu dieser Zeit eine platonische Beziehung mit einer Frau. Exotic war zu jener Zeit eigener Aussage zufolge depressiv, äußerte im Zuge seines Coming-Outs gegenüber seiner Verlobten, nicht schwul sein zu wollen und beging eigener Aussage zufolge einen Selbstmordversuch. Nach der Trennung und einem Umzug nach Florida lernte er über einen Nachbarn einen Privatzoo mit Safari-Tour kennen und durfte erstmals Löwenbabys halten.
Nach ein paar Jahren kehrte er nach Texas zurück, wo er als Security-Mitarbeiter arbeitete und sich mit seinem ersten Ehemann Brian Rhyne in einem Trailer in Arlington niederließ. Joe begann in einem Tiergeschäft zu arbeiten, das sein Bruder Garold Wayne schließlich mit ihm und Joes Ehemann übernahm. Im Oktober 1997 starb Garold Wayne bei einem Autounfall. Von der hohen Versicherungssumme kaufte Joe eine alte Farm in Wynnewood und eröffnete 1999 den Garold Wayne Exotic Animal Memorial Park (G.W. Zoo) als Andenken an seinen Bruder.

### Als Zoobesitzer
Maldonado-Passage bezeichnete seinen Zoo meist als Tierasyl und so waren die ersten Tiere, die er besaß, ein Hirsch und ein Büffel, Tiere, die von ihren alten Besitzern abgestoßen wurden. Sein Zoo machte sich schnell einen Namen unter Tierbesitzern, die ihre Tiere nicht mehr behalten wollten oder konnten. So kamen schnell ein Berglöwe und seine ersten beiden Tiger hinzu. Mit diesen Tigern begann er, sich für die Zucht zu interessieren, und erkannte schnell, dass Tigerbabys bei den Zuschauern gut ankamen. Im Dezember 2001 verstarb sein erster Ehemann an einer HIV-Erkrankung. Er lernte anschließend J.C. Hartpence kennen, einen Veranstaltungskaufmann. Mit seinem neuen Lebenspartner konzipierte Maldonado-Passage eine Tier- und Zaubershow, mit der er durchs Land zog. Nachdem er mit verschiedenen Pseudonymen experimentiert hatte, legte er sich schließlich das Pseudonym „Joe Exotic“ zu, das ihn landesweit bekannt machen sollte. Er trat als Zauberkünstler in Einkaufszentren und auf Jahrmärkten in Oklahoma und Wisconsin auf. Eine besondere Attraktion waren die Tigerbabys, die er Kindern zum Streicheln gab.

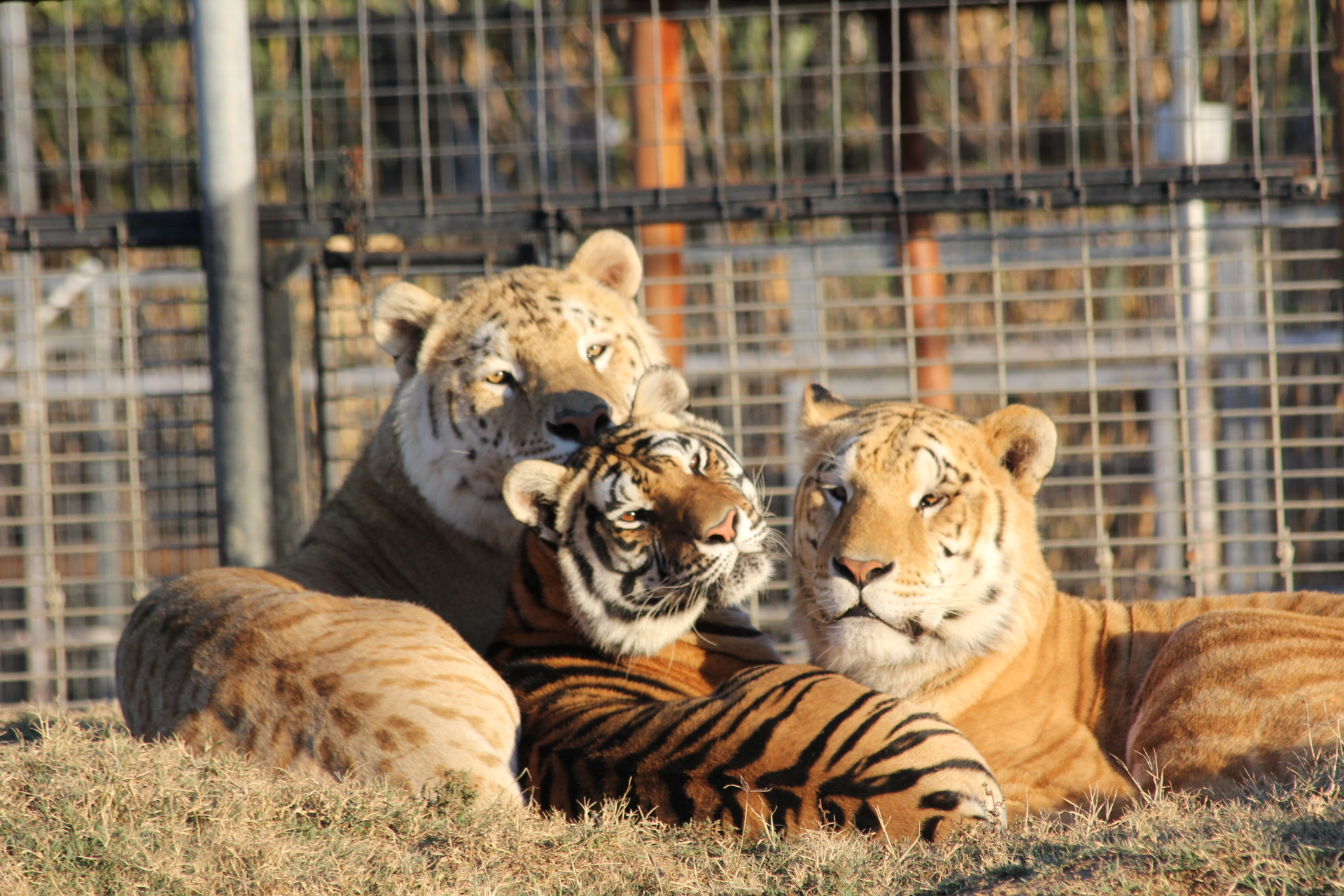
Ti-Liger im G.W. Zoo

Der Zoo begann größer zu werden und so stellte Joe Exotic mehr Personal ein, darunter seinen nächsten Ehemann John Finlay. Gleichzeitig trennte er sich in einem handgreiflichen Streit von Hartpence, den er verhaften ließ, als er Joe mit einer Waffe bedrohte. Nachdem er zunächst das Züchten von Tigern abgelehnt hatte, begann er schließlich doch mit der Zucht, da die Tigerbabys, die er für seine Show benötigte, nur im Alter von vier bis zwölf Wochen als Streicheltiere geeignet waren. 2003 züchtete er außerdem seine ersten Liger sowie Tiliger und Tililiger.
Als seine Show sowie der Zoo immer größer wurden, rief dies Tierschützer auf den Plan. So traf er zum ersten Mal auf die Tierrechtlerin Carole Baskin. Auch die People for the Ethical Treatment of Animals (PETA) legte sich mit Joe Exotic an und schleuste einen ihrer Aktivisten als verdeckten Ermittler ein. 2006 zeigten ihre Bemühungen Erfolg: Das US Department of Agriculture verurteilte ihn zu einer Geldstrafe von 25.000 US-Dollar und entzog ihm für zwei Wochen seine Lizenz.
Zu diesem Zeitpunkt hielt sein Zoo mehr als tausend exotische Tierarten, darunter mehr als hundert Tiger sowie Löwen, Leoparden, Schimpansen, Paviane, Alligatoren und viele kleinere Reptilien. Während der Zoo offiziell als Non-Profit-Organisation lief, begann Joe Exotic, seinen Namen als Marke zu vermarkten. In einem Souvenirladen verkaufte er Merchandise-Artikel bis hin zu Hautpflegeprodukten mit seinem Konterfei. Außerdem eröffnete er eine Kneipe namens Safari Bar und einen Pizzaladen namens Zooters.
Der Konflikt zwischen Baskin und Joe Exotic eskalierte, als diese seinen Jahrmarkt-Zoo angriff und ihre zahlreichen Anhänger gegen ihn mobilisierte. Joe Exotic verwendete unter anderem den Namen ihrer Wohltätigkeitsorganisation Big Cat Rescue für seine fahrende Show. 2011 verklagte sie Exotic wegen Urheberrechtsverletzung und bekam 2013 recht. Doch während der Klage hatte Joe Exotic seine eigene Show im Internet gegründet und machte selbst Stimmung gegen Baskin. Unter anderem beschuldigte er sie, ihren Ehemann getötet zu haben sowie selbst Tiere auszubeuten.
2013 heiratete Joe Exotic seine beiden Partner John Finlay und Travis Maldonado in einer (illegalen) Privatzeremonie. Gleichzeitig verlor er den Urheberrechtsstreit und schuldete Baskin nun über eine Million US-Dollar an Tantiemen. Der Schuldendruck und private Spannungen eskalierten schließlich. Finlay wurde verhaftet, nachdem er Joe auf einem Parkplatz angegriffen hatte. Joe Exotics Ausfälle gegenüber Baskin wurden immer radikaler. So schoss er in einer seiner Internet-Shows auf eine als Baskin verkleidete Schaufensterpuppe und trug Passagen aus ihrem Tagebuch vor, das eine ehemalige Mitarbeiterin entwendet hatte. Er gab sich zwischenzeitlich auch den Namen „Tiger King“.
2015 ging die Alligatorenausstellung in Flammen auf. Einer der dort gehaltenen Alligatoren war früher im Besitz von Michael Jackson und bewohnte die Neverland-Ranch. Die Polizei ging von Brandstiftung  aus. Dabei ging auch das Fernsehstudio in Flammen auf. Joe Exotic verdächtigte Tierrechtsaktivisten, während die Polizei ihn selbst als Tatverdächtigen nicht ausschloss. Ein Täter konnte jedoch nicht ermittelt werden.
Etwas später im Jahr einigte er sich mit Baskin auf einen Zahlungsplan. Ein Jahr später jedoch hatte er mit dem Unternehmer und Betrüger Jeff Lowe einen vermeintlichen neuen Partner gefunden, der den Zoo übernahm, damit Baskin ihn nicht bekommen könne. Das Verhältnis der beiden litt jedoch zunehmend.

### Ermittlungen
Spätestens Anfang Februar 2017 machten Gerüchte die Runde, dass Joe Exotic nach einem Auftragsmörder suche, der Baskin ermorden sollte. Eine ehemalige Angestellte des Zoos warnte Baskin per Voicemail, diese leitete die Voicemail an ihren Anwalt weiter. Der US Fish and Wildlife Service und das FBI leiteten Ermittlungen ein. Der Stripclub-Besitzer James Garretson, ein Freund von Joe Exotic, diente dem FBI als Informant. Während die Ermittlungen andauerten, kam es zu einem folgenschweren Unfall auf dem Zoogelände, bei dem sich Exotics Ehemann Travis Maldonado versehentlich selbst erschoss. Exotic war am Boden zerstört und verlor die Motivation, den Zoo zu führen. Im Hintergrund wurde Lowe die treibende Kraft des Unternehmens.
Joe Exotic verfolgte Baskin jedoch weiter. Einem Angestellten des Zoos, dem ehemaligen Häftling Allen Glover, bot er laut mehreren Zeugenaussagen Geld für den Tod von Baskin. Nach eigener Aussage nahm Glover an, bekam dann jedoch Gewissensbisse und verprasste den Vorschuss. Das FBI wusste davon, konnte ihn jedoch nicht finden. Stattdessen schleuste es über Garretson einen verdeckten Ermittler ein, der sich als Auftragsmörder ausgab. Joe Exotic ging auf den Vorschlag ein, konnte jedoch das Geld nicht aufbringen.
Nach einem Streit mit Jeff Lowe verließ Joe Exotic überstürzt den Zoo mit einer Reihe von Tieren und versteckte sich in Yukon zusammen mit seinem Ehemann Dillon Passage, den er kurz nach dem tragischen Tod von Maldonado geehelicht hatte. Nachdem er dort überall aufgefallen war, reisten die beiden nach Florida, streuten aber Spuren in Richtung Mexiko. Dennoch konnte das FBI ihn aufspüren und nahm ihn im Jahr 2018 fest.

### Gerichtsverfahren
Der Prozess gegen Joe Exotic begann im März 2019. Er wurde wegen versuchter Anstiftung zum Mord an Carole Baskins (der nicht ausgeführt wurde) sowie wegen Verstößen gegen die Haltevorschriften exotischer Tierarten (Endangered Species Act of 1973 und Lacey Act of 1900) angeklagt. Während des Prozesses sagten eine Reihe von ehemaligen Weggefährten und Angestellten gegen ihn aus. Eine Jury erklärte ihn am 2. April in allen Anklagepunkten für schuldig und der Richter sprach eine Gesamtfreiheitsstrafe von 22 Jahren aus. Er sitzt derzeit seine Freiheitsstrafe im Federal Medical Center, Fort Worth ab. Er versuchte per Gnadengesuch bei Präsident Donald Trump eine Begnadigung zu erwirken. Daneben verklagt er einige seiner früheren Mitstreiter, unter anderem Jeff Lowe und James Garretson, sowie einige Strafverfolgungsbehörden. Der gesamte Streitwert soll sich auf 94 Mio. US-Dollar belaufen.
Im Januar 2022 wurde die Freiheitsstrafe für Exotic in einem Berufungsprozess, den Exotic nach einem Verfahrensfehler anstrengen konnte, von einem Gericht im US-Bundesstaat Oklahoma bestätigt. In seiner Anhörung machte Exotic auf seinen Prostatakrebs aufmerksam.

## TV-Beiträge

### 2011
Joe Exotic kam in dem BBC-Dokumentarfilm America's Most Dangerous Pets von Louis Theroux aus dem Jahr 2011 vor.

### 2020
Die filmische Dokumentarserie Tiger King machte Joe Exotic weltweit bekannt und zu einem Internetphänomen, dem zahlreiche Memes gewidmet wurden.

### 2021
- König der Tiger – Der Kult um Joe Exotic (Louis Theroux: Shooting Joe Exotic)  von Louis Theroux

## Musik
Maldonado-Passage versuchte sich als Country-Sänger, um seiner „Joe Exotic TV Show“ zu größerer Bekanntheit zu verhelfen. Er veröffentlichte mehrere Musikvideos bei YouTube und produzierte mindestens zwei Tonträger. Dabei gab er sich selbst wahrheitswidrig als Komponist und Sänger aus. Sämtliche Songs wurden von Vince Johnson und Danny Clinton, zwei Songwritern aus Washington, geschrieben. Gesungen wurden die Tracks von Clinton, Joe Exotic sang lediglich Playback sowie einige Textzeilen.
2015 erschien außerdem Here Kitty Kitty, ein Disstrack gegen Carole Baskin im Country-Stil. Im dazugehörigen Video wird ein Double von Baskin dabei gezeigt, wie diese ihren zweiten Ehemann Don Lewis an Tiger verfüttert.
Im Zuge des Erfolgs der Dokumentarserie entstanden zahlreiche Coverversionen von Fans der Serie; am bekanntesten ist vermutlich eine akustische Version von I Saw a Tiger von B.J. Barham von American Aquarium.

## Politische Karriere
Auf dem Höhepunkt der Auseinandersetzung mit Carole Baskin versuchte sich Joe Exotic unter dem Namen Joseph Allen Maldonado als unabhängiger Kandidat bei der Präsidentschaftswahl in den Vereinigten Staaten 2016. Er wurde in Colorado zugelassen und erhielt insgesamt 962 Stimmen, davon einen Großteil in Colorado sowie einige Write-Ins.
Als Joe Exotic trat er für die Libertarian Party of Oklahoma als Kandidat für die Gouverneurswahl 2018 in Oklahoma an, wo er bei den Vorwahlen mit 664 Stimmen (18,7 %) den dritten und letzten Platz der Parteiliste belegte.
Im März 2023 kündigte Exotic an, bei den Vorwahlen der Libertarian Party zur Präsidentschaftswahl in den Vereinigten Staaten 2024 zu kandidieren. Die Kandidatur werde er aus dem Gefängnis heraus leiten. Im April 2023 gab Exotic bekannt, für die demokratische Partei als Kandidat antreten zu wollen.

## Privatleben
Maldonado-Passage lebt seit mehreren Jahren offen homosexuell und polygam. Er war mehrfach verheiratet, wobei einige Ehen, unter anderem seine Doppelehe mit Finlay und Maldonado, nicht legal waren. Einige seiner Lebensgefährten bezeichneten sich nicht als homosexuell.
Sein erster Ehemann soll Brian Rhyne gewesen sein, der in der Fernsehserie nicht vorkam. Die Ehe wurde nie legal geschlossen, weil gleichgeschlechtliche Ehen zu dieser Zeit in Oklahoma noch illegal waren. Mit ihm fand er auch seinen Einstieg in die exotische Tierwelt, die beiden betrieben den Zoo in den Anfangsjahren gemeinsam. Rhyne verstarb 2001 an AIDS. Sein zweiter Ehemann wurde Jeffrey Charles „JC“ Hartpence, ein Veranstaltungskaufmann, mit dem er in Grundzügen seine Roadshow konzipierte. Die Beziehung der beiden soll im Streit geendet sein, bei dem Hartpence Schreibvogel am Tag ihrer Trennung mit einer Waffe bedrohte. Hartpence verbüßt derzeit eine lebenslange Haftstrafe wegen Mordes.
Nach Hartpence begann Schreibvogel eine Beziehung mit John Finlay. Zunächst spielte noch ein weiterer Mann eine Rolle, der schließlich jedoch durch Travis Maldonado ersetzt wurde. Diese Dreier-Ehe wurde im Zoo geschlossen. Während Finlay Schreibvogel für eine Frau verließ, blieb Maldonado bis zu seinem Tode mit Schreibvogel zusammen, der außerdem seinen Namen annahm. Nach Maldonado begann er wiederum eine Beziehung mit Dillon Passage, welchen er schließlich legal heiratete und seinen Namen annahm.

## Verbleib der Raubkatzen
Im Juni 2020 wurde Exotics ehemaliger Privatzoo, der Greater Wynnewood Exotic Animal Park, Carole Baskin zugesprochen. Nicht davon betroffen waren die darin lebenden Raubkatzen, die im selben Jahr von Jeffrey und Lauren Lowe übernommen und in den Tiger King Park nach Thackerville, Oklahoma, verlegt wurden. Im Mai 2021 beschlagnahmten US-Behörden 68 Raubkatzen (Löwen, Tiger, Liger sowie einen Jaguar) des Tiger King Parks wegen wiederholter Verstöße gegen das Tierschutzrecht. Die Raubkatzen wurden auf andere Zoos verteilt.